# Kap-Strandgräber
Der Kap-Strandgräber (Bathyergus suillus) ist mit einer Körperlänge von 17,5 bis 33 cm und einem Gewicht bis zu 1,5 kg der größte Vertreter aus der Familie der Sandgräber.

## Aussehen und Lebensweise
Der Kap-Strandgräber hat einen länglichen, runden Körper. Der Schwanz ist kurz, die Augen besitzen keinerlei optische Wahrnehmungsfunktionen mehr, sondern dienen zu Ortung von Luftströmungen, dafür sind das Gehör (Töne bis in den Infraschallbereich) und der Geruchssinn sehr gut ausgebildet. Die kurzen Vorder-  und Hintergliedmaßen haben scharfe Krallen zum Graben von weitverzweigten Erdröhren-Netzen mit einigen Kammern, in denen das Tier lebt. Die Kammern dienen zur Lagerung von Gräsern oder als Wurfkessel für die Jungen. Den Aushub schafft der Kap-Strandgräber nach oben an die Erdoberfläche und formt somit kleine „Maulwurfshügel“. Das Fell ist kurz, eng anliegend und bräunlich bis grau gefärbt. Die Nase und die Ohren lassen sich verschließen, an der Nasenspitze befinden sich lange Tasthaare. Die vier scharfen Schneidezähne sind 2 Millimeter breit und dienen dem Tier zur Verteidigung, dem Ausgraben und dem Abnagen seiner Nahrung, die vor allem aus Knollengewächsen, Wurzeln und anderen Pflanzenteilen besteht, die der Kap-Strandgräber auf seinen Grabungen durch das Erdreich findet. Ein Tier kann pro Monat ca. 500 kg Erdreich bewegen.

## Vorkommen
Diese Art kommt nur in den Sanddünen und -ebenen im Staat Südafrika bis zum Kap der Guten Hoffnung vor.

## Fortpflanzung
Im November oder Dezember bringen die Weibchen dieser Art drei bis fünf weitentwickelte Junge zur Welt.

## Gefährdung und Schutzmaßnahmen
Da diese Art als Überträger von Krankheiten wie der Pest und in manchen Gebieten als Lebensmittel gilt, wird sie örtlich bejagt. Aufgrund ihrer weiten Verbreitung und der Tatsache, dass sie auch in Schutzgebieten vorkommt, gilt sie als noch nicht gefährdet.